# Sympycnus pessimplex
Sympycnus pessimplex är en tvåvingeart som beskrevs av Steyskal 1967. Sympycnus pessimplex ingår i släktet Sympycnus och familjen styltflugor. Inga underarter finns listade i Catalogue of Life.